# Confederación Mundial del Trabajo
La Confederación Mundial del Trabajo (CMT) fue una federación sindical internacional de orientación cristiana autodisuelta el 31 de octubre de 2006 para integrar la Confederación Sindical Internacional (CSI). 
Fundada en 1920 en La Haya (Países Bajos) con el nombre de Confederación Internacional de Sindicatos Cristianos (CISC) hasta 1968 cuando adoptó el nombre de referencia.
Agrupaba 144 organizaciones de trabajadores en 116 países (cifra de octubre de 2001). Tenía su sede en Bruselas (Bélgica).

## Estructura de la CMT
La estructura de la CMT estaba conformada por un Congreso que se reunía cada 4 años. Este elegía un Presidente, Secretario General, dos Secretarios Generales Adjuntos y seis Vicepresidentes y los demás miembros del Comité Confederal. Dando un total de 48 miembros que se reúnía anualmente y eran la principal instancia directiva entre Congresos. El Buró Ejecutivo lo integraban el presidente, Secretario General, dos Secretarios Generales Adjuntos, los seis Vicepresidentes y el Tesorero, y que era el órgano encargado de llevar a cabo las líneas políticas y programáticas de los Congresos.
Secretarios Generales han sido Pieter Jozef Serrarens (1920-1952), August Vanistendael (1952-1990), Carlos Custer(1990-1996) y Willy Thys (1996 hasta la disolución)
Regionalmente las organizaciones afiliadas a la CMT se organiza en
- BATU (Brotherhood of Asian Trade Unionists) en Asia
- CLAT (Central Latinoamericana de Trabajadores) en América Latina y el Caribe,
- ODSTA (Organisation démocratique syndicale des travailleurs africains) en África.
- NAPFE (National Alliance of Postal and Federal Employees) en EE. UU.

Estas organizaciones regionales deberán disolverse durante 2007 para conformar las que corresponden a la nueva Confederación Sindical Internacional.
La CMT tenía también federaciones internacionales profesionales por sectores:
- de los servicios públicos (INFEDOP),
- de la enseñanza (CSME), de los transportes (FIOST),
- de la construcción y madera (FMTCM),
- del textil y vestido (FITV),
- de la industria (FMTI),
- de la agricultura y hostelería (FEMTAA),
- de los empleados (FME)
- y del deporte (AICPRO/SPORTA).